# Hygrocrates
Genre
Hygrocrates est un genre d'araignées aranéomorphes de la famille des Dysderidae.

## Distribution
Les espèces de ce genre se rencontrent en Turquie, en Géorgie et en Grèce.

## Liste des espèces
Selon World Spider Catalog (version 16.5, 04/08/2015) :
- Hygrocrates caucasicus Dunin, 1992
- Hygrocrates deelemanus Kunt & Yağmur, 2011
- Hygrocrates georgicus (Mcheidze, 1972)
- Hygrocrates kovblyuki Kunt & Marusik, 2013
- Hygrocrates lycaoniae (Brignoli, 1978)

## Publication originale
- Deeleman-Reinhold & Deeleman, 1988 : Revision des Dysderinae (Araneae, Dysderidae), les espèces méditerranéennes occidentales exceptées. Tijdschrift voor Entomologie, vol. 131, p. 141-269 (texte intégral).